# Xã Sadsbury, Quận Chester, Pennsylvania
Xã Sadsbury (tiếng Anh: Sadsbury Township) là một xã thuộc quận Chester, tiểu bang Pennsylvania, Hoa Kỳ. Năm 2010, dân số của xã này là 3.570 người.